# Староікан
Староіка́н (каз. Ескіикан) — село у складі Сауранського району Туркестанської області Казахстану. Адміністративний центр та єдиний населений пункт Староіканського сільського округ.
Населення — 20885 осіб (2021; 14294 у 2009, 11277 у 1999, 8239 у 1989).